# Сасси, Вольдемар Самуилович
Вольдемар Самуилович Сасси (19 октября 1899 года — август 1941) — председатель Верховного Совета Эстонской ССР (1940—1941).

## Биография
В 1923—1924 годах — депутат городской Думы Тарту, в январе 1924 года арестован и в ноябре 1924 осуждён на пожизненные каторжные работы, в 1940 году освобождён. Вступил в ВКП(б), с 1940 до августа 1941 года был 1-м секретарём Тартуского уездного комитета Коммунистической Партии (большевиков) Эстонии.
Одновременно с 25 августа 1941 года и до конца жизни был председателем Верховного Совета Эстонской ССР.
Погиб после вторжения немцев в Эстонию.